# 'If Only' Jim
'If Only' Jim er en amerikansk stumfilm fra 1921 af Jacques Jaccard.

## Medvirkende
- Harry Carey som Jim Golden
- Carol Holloway som Miss Dot Dennihan
- Ruth Royce som Miss Richards
- Duke R. Lee som Keno
- Roy Coulson som Henry
- Charles Brinley som Parky
- George Bunny som Johnny
- Joseph Hazelton som Bill Bones
- Minnie Devereaux som Squaw